# Награди „Оскар“ (94-та церемония)
Деветдесет и четвъртата церемония по връчване на филмовите награди „Оскар“ се провежда на 27 март 2022 г. в Долби Тиътър в американския град Лос Анджелис. За поредна година Ей Би Си придобива правата за излъчването на събитието.
Номинациите са обявени на 8 февруари 2022 г. Това е първата церемония след тази от 2019 г., чието провеждане е насрочено за март. Целта е да се избегне конфликт с програмата на Зимните олимпийски игри 2022.